# Condado de Kent (Rhode Island)
El condado de Kent es un condado del Estado de Rhode Island. En el año 2000, su población fue de 167 090 habitantes en una densidad de 379 personas por km².

## Geografía
Según la Oficina del Censo de los Estados Unidos, el condado tiene un área de 188 mi² (487 km²), de los cuales, 170 mi² (441 km²) son de terreno y 18 mi² (46 km²) son de agua, cuyo porcentaje es de 9,53% del terreno total.

### Condados adyacentes
- Condado de Providence - norte
- Condado de Bristol - este
- Condado de Washington - sur
- Condado de New London (Connecticut) - oeste
- Condado de Windham (Connecticut) - oeste
- Condado de Newport - sureste

## Demografía
De acuerdo con el censo del 2000, hubo 167.090 habitantes, 67.320 hogares y 44.969 familias residentes en el condado. La densidad de población era de 982 habitantes por mi² (379/km²). Había 70.365 urbanizaciones juntas con una densidad de 414 por mi² (160/km²). La población racial estaba compuesta por 95,54% de raza blanca, 0,93% afroamericanos, 0,23% nativos americanos, 1,34% asiáticos, 0,02% isleños del Pacífico, 0,65% de otras razas, y 1,28% eran mestizos. En cuanto a la población étnica, 1,69% eran hispanoaméricanos, 20,1% italianos, 18,9% irlandeses, 11,1% ingleses, 10,1% franceses, 6,1% francocanadienses y el 6,1% portugueses. El 92% de la población habla inglés, 1,9% en español, 1,5% en francés, 1,4% en portugués y 1,1% en italiano.
Hubo 67.320 hogares, de los cuales, sus residentes, el 29,90% tienen hijos menores de 18 años viviendo con ellos, un 52,70% están casados, 10,50% son población femenina soltera o sin marido presente, y 33,20% no tiene familia. Un 27,60% de los propietarios, residían en casas unifamiliares y el 11,40% de los residentes vivían solos con 65 años o más. El tamaño de los hogares unifamiliares eran de 2,45 y los familiares de 3,02.
En el condado, la población por edades se divide en, 23,20% menores de 18 años, 7% de 18 a 24 años, 30,50% de 25 a 44 años, 24,20% de 45 a 64 años, y 15,10% de 65 o más años. La mediana de edad se encontraba en 39 años. Por cada 100 mujeres, 92,30 son hombres. Por cada 100 mujeres de 18 años, 88,70 son hombres.
La media de ingresos por vivienda en el condado fue de 47.617 dólares, y la media por familia de 57.491 dólares. La población masculina tenía una media de ingresos de 40.052 frente a los 29.130 dólares de la población femenina. La Renta per cápita del condado era de 23.833 dólares. Cerca del 4,80% de las familias y del 6,60% de la población viven bajo el umbral de la pobreza, incluyendo un 7,90% de la población menor de 18 y 8,10% de 65 o más años de edad.

## Municipios

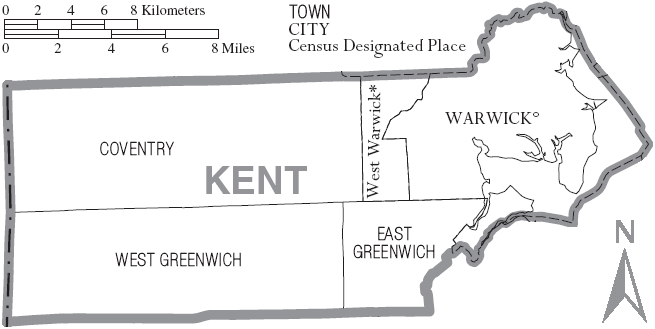
Mapa de la división administrativa del Condado de Kent

- Coventry
- East Greenwich
- Warwick
- West Greenwich
- West Warwick